# Aksbærmispel
Aksbærmispel (Amelanchier spicata), også skrevet Aks-Bærmispel, er en op til 4 m høj busk, der er plantet i læhegn på sandjord, især i Jylland.
Aksbærmispel er en løvfældende busk med en ejendommelig vækst. Det er en mangestammet busk op til 1,5-4 m høj med mange skud fra basen. Hovedgrenene er helt lodrette med forholdsvis korte næsten vandrette sidegrene. Barken er først lysegrøn og glat, senere bliver den lysebrun med lyse porer, og til sidst er den gråbrun med rustfarvede porer.
Knopperne er spredte, tilliggende, spidse og mørkviolette med lyse hår. Bladene er ovale med fint takket rand og med dunet underside som unge. Oversiden er mørkt grågrøn, mens undersiden er blåligt lysegrøn. Høstfarven er kortvarigt gul.
Blomsterne springer ud efter bladene (midt i maj), de er hvide og sidder i oprette aks. Frugterne modner allerede i august. De er blåsorte bær med blå dug og vinkelret udstående bægerbladsrester. Bærrene er spiselige og har som friske en speciel, lidt fad smag, men marmeladen er dog god. Fuglene holder meget af bærrene. Frøene spirer villigt i Danmark.
Rodnettet består af nogle få, kraftige hovedrødder, der når dybt ned og langt ud. Disse bærer talrige fine siderødder. Planten sætter rodskud, men altid tæt på moderplanten.
Højde x bredde og årlig tilvækst: 6 x 2 m (25 x 10 cm/år).

## Voksested
Aksbærmispel findes i de blandede løvskove i det østlige Canada og USA. Her vokser de som underskov, bryn og som poinérplante på åbne strækninger med de mest forskellige jordtyper. Busken er lyskrævende, men tåler vind. Planten er desuden naturaliseret i Frankrig, Tyskland og Østrig.
I de grå klitter ved byen Muskegon på staten Michigans kyst mod Michigansøen vokser arten smmen med bl.a. alleghenybærmispel, thuja, amerikansk bøg, amerikansk lind, blyantene, canadataks, flodbredvin, hedemelbærris, kæmpesilkeplante, Monarda punctata, pilekornel, rødeg, rødløn, sommervin, strandfladbælg, toårig natlys, weymouthfyr og østamerikansk hemlock

## Invasiv art
Arten betragtes som en invasiv art i Danmark og er på Naturstyrelsens sortliste, hvor det vurderes at den "kan bekæmpes lokalt til acceptabelt niveau, men kan ikke udryddes nationalt".

## Anvendelse
Busken kan anvendes i kanten af skovbryn og i læ- og vildtplantninger.
| Portal | Portal:Botanik |

## Note
1. ↑  Michigan Conservation Districts: Vegetation Removal Assurance in Designated Critical Dune Areas (Webside ikke længere tilgængelig) (engelsk)
2. ↑  "Naturstyrelsens sortliste". Arkiveret fra originalen 10. januar 2014. Hentet 16. juni 2012.